# USS Bradley (FF-1041)
La USS Bradley (FF-1041) fue una fragata clase García de la Armada de los Estados Unidos.

## Historia
Fue puesta en gradas el 16 de octubre de 1962, fue botada el 31 de octubre de 1963, y entró en servicio el 21 de diciembre de 1964. Sirvió hasta causar baja el 30 de septiembre de 1988. Al año siguiente, fue transferida a Brasil en condición de arriendo. Su nuevo nombre fue Pernambuco (D-30) y prestó servicio hasta su retiro el 11 de marzo de 2004.